# Charles Deutsch
Pour les articles homonymes, voir Deutsch.

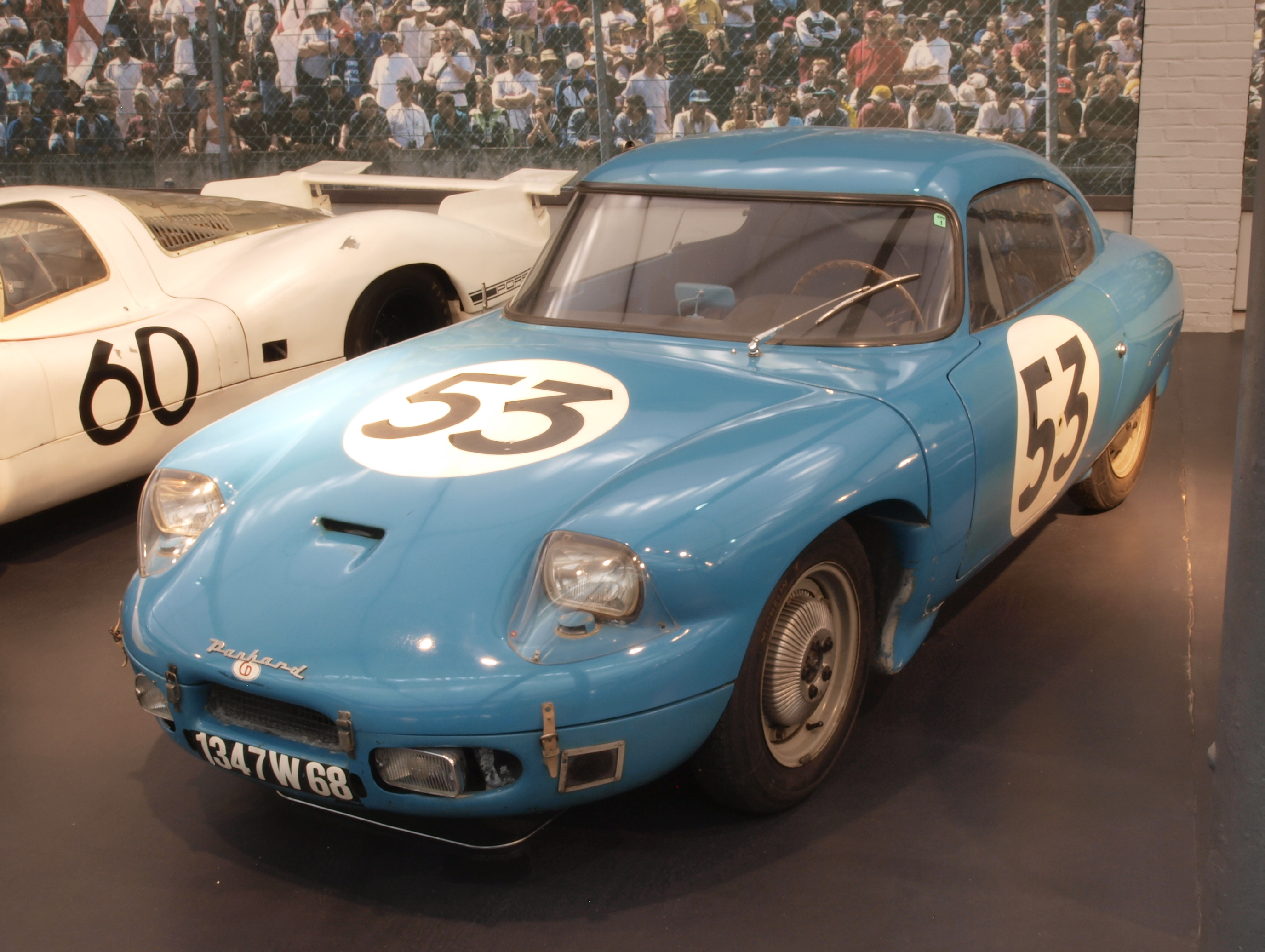
Panhard-Levassor Coach CD Dyna Coupé Le Mans, de 1962 (vainqueur de classe 0.85 L.).

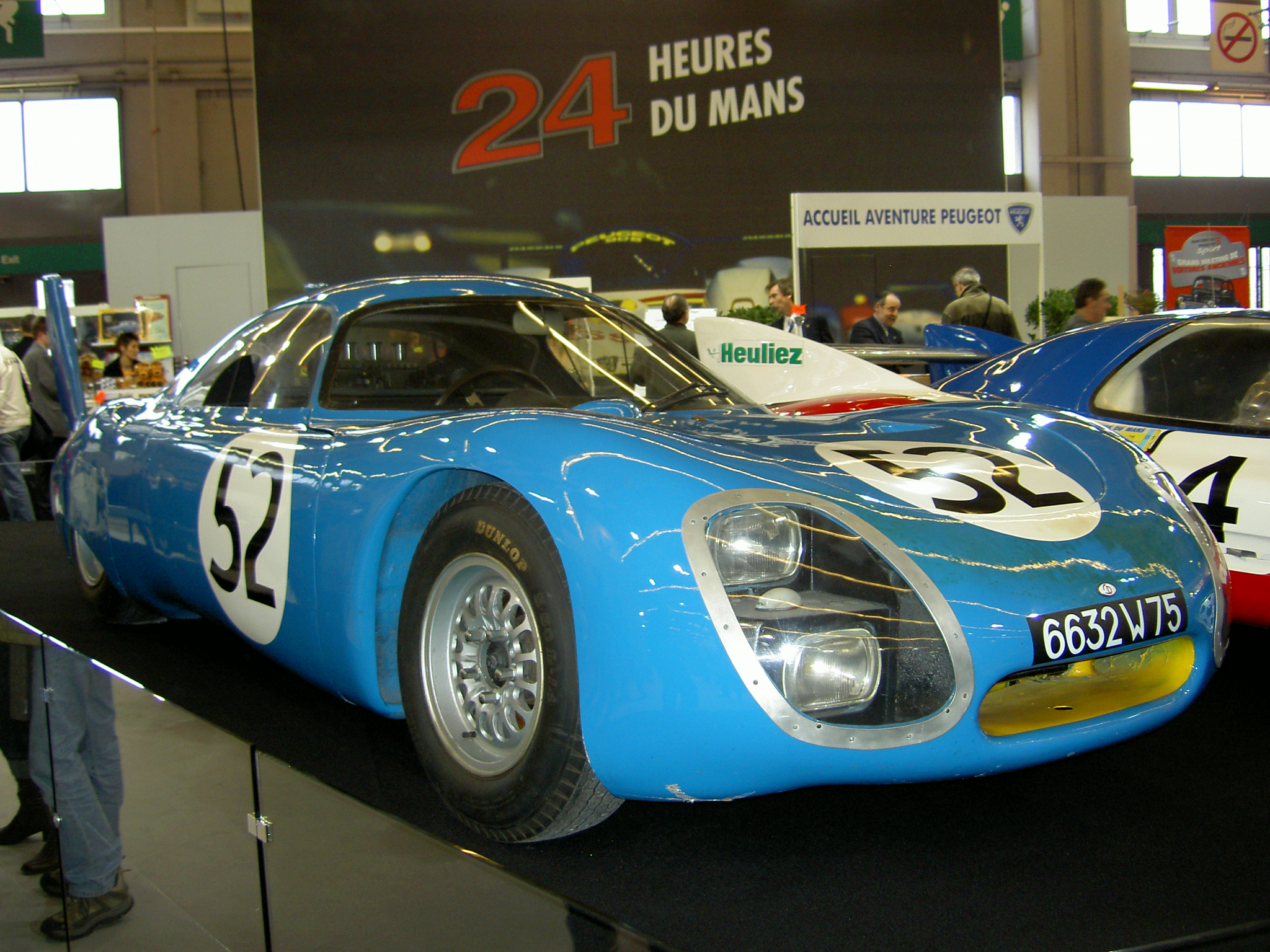
Une CD à moteur Peugeot

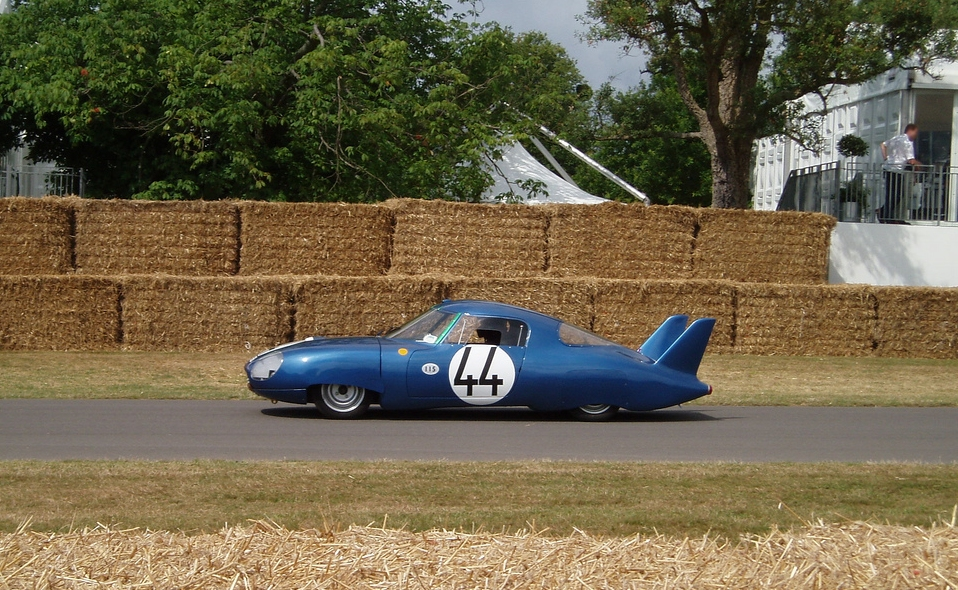
La CD-Panhard LM64 (1964)

Charles Georges Deutsch, né le 6 septembre 1911 à Champigny-sur-Marne (Val-de-Marne), mort le 6 décembre 1980 à Créteil,(de façon non naturelle) est un ingénieur français en aérodynamique et dans le domaine de l'automobile. Il a créé la marque DB avec René Bonnet, puis CD, puis SECA-CD (Société d'études et de construction automobiles Charles Deutsch) et enfin SERA-CD (Société d’études et de réalisation automobiles Charles Deutsch).

## Biographie
Ancien élève de l'École polytechnique, promotion 1931, ingénieur général des Ponts et Chaussées, il collabore avec René Bonnet à partir de 1936 (jusqu'en 1962) pour construire des voitures à base d'éléments de Citroën traction avant. Les DB1 et DB2 sont construites avant la guerre, puis à partir de 1945 sont construites une barquette et des monoplaces, qui obtiennent des places d’honneurs lors de courses automobiles.
Deutsch fonde ensuite la SECA-CD, et recrute un jeune centralien qui deviendra responsable des projets et recherche de 1963 à 1967, puis directeur technique de la SERA-CD. en 1970 (qui ? ). La coopération Deutsch-Romani-Choulet-Odier permet de concevoir les répercussions d'une bonne cinématique sur le comportement d'un véhicule roulant à grande vitesse, notamment au Mans avec la Panhard CD, coach très profilé et de haute performance, destiné à un usage routier, puis avec la CD-DKW en 1963. Il invente ainsi l’effet de sol, dix ans avant Chaparral[réf. nécessaire], et remporte l’indice de performance au 24 Heures du Mans 1962. 
Entre 1966 et 1967, c'est avec Peugeot que Charles Deutsch retourne dans la Sarthe.
Il s'investit dans de nombreux projets :
- d'abord avec Porsche, pour lequel il affine les 908 et 917, Porsche 917 Le Mans, longue queue (1970-1971) et Porsche 917-20 Le Mans, queue courte (1971).
- puis avec Ligier, pour qui il étudie l'aérodynamique des premières Formule 1 françaises comme la JS11 avec laquelle Patrick Depailler et Jacques Laffite jouèrent le titre en 1979. La Ligier JS11 remporta plusieurs Grands Prix dans la période 1973-1978.

Il est nommé directeur des courses des 24 Heures du Mans en 1969, et le restera jusqu'à sa mort en 1980. Sa société est rachetée le 23 avril 2007 par Sogeclair, une société d'ingénierie dans le transport terrestre, aérien et militaire.

## Décoration
- Médaille d'honneur de l'éducation physique et des sports, échelon or (1954)[3]